# Funiculaire du Sunnegga
Le funiculaire du Sunegga ou funiculaire Zermatt-Sunnegga est un funiculaire entièrement souterrain situé à Zermatt dans le Valais en Suisse. Il a été inauguré en 1980 et fut reconstruit en 2013. Faisant partie des remontées mécaniques du domaine skiable de Zermatt, il permet de relier la station au lieu-dit de Sunegga et constitue le premier tronçon de remontées pour accéder au sommet du Rothorn,.

## Description de la ligne
Le funiculaire présente une ligne avec une longueur d'environ 1,5 km pour un dénivelé de 700 mètres et une déclivité maximale de 63%. La ligne est intégralement située en souterrain ce qui permet à la fois de limiter l'implantation d'infrastructures en surface mais également d'assurer une exploitation du funiculaire quelle que soit la météo. L'infrastructure se compose d'un tunnel à voie unique avec un évitement central pour le croisement des deux voitures. Le temps de parcours entre les deux gares est d'environ 3 min 30 s avec une vitesse maximale de 10 m/s.
La gare aval du funiculaire est située dans la ville de Zermatt à 1 600 mètres d'altitude. L'entrée se situe au bord de la rivière Matter Vispa et à proximité de la gare ferroviaire de Zermatt où se situe également le départ du chemin de fer du Gornergrat. L'accès au quai d'embarquement se fait en empruntant un long tunnel piéton. Sur le quai, des barrières horizontales protègent les passagers d'une éventuelle chute. La gare amont du funiculaire est située au lieu-dit de Sunegga à environ 2 300 mètres d'altitude et abrite la partie motrice de la remontée. Depuis la gare, il est possible de continuer l'ascension vers le Rothorn en empruntant le télémix Sunnegga-Blauherd pour se rendre au lieu-dit de Blauherd puis d'enchaîner avec le téléphérique du Rothorn permettant d'atteindre le sommet. Mais il est également possible de redescendre sur Zermatt en empruntant une piste rouge
Les voitures du funiculaires construites par Gangloff en 2013 peuvent chacune accueillir 170 personnes ce qui permet d'assurer un débit d'environ 2 500 personnes par heure.